# Nederlandse kampioenschappen atletiek 1985
In 1985 werden de Nederlandse kampioenschappen atletiek gehouden op 6 en 7 juli op de kunststofaccommodatie De Peterskamp in Zwolle. De atleten hadden gedurende het hele weekend te maken met een af en toe stormachtige wind, waardoor alle uitslagen op de sprint- en hordennummers en bij het ver- en hink-stap-springen werden beïnvloed door een teveel aan rugwind.
De 10.000 m vond plaats op 2 juli 1985 op het Molenven Sportpark in Helmond. Door het ontbreken van de echte toppers was er sprake van een gedevalueerd kampioenschap. Bijna 2 maanden later werd daar eveneens gestreden om de nationale titel op de 5000 m voor vrouwen.

## Uitslagen

### 100 m
| rang   | atleet                | prestatie            |
| ------ | --------------------- | -------------------- |
| Goud   | Peter van der Heijden | 10,28 s (+ 3,99 m/s) |
| Zilver | Achmed de Kom         | 10,30 s (+ 3,99 m/s) |
| Brons  | Jeroen Ooievaar       | 10,58 s (+ 3,99 m/s) |

| rang   | atlete             | prestatie            |
| ------ | ------------------ | -------------------- |
| Goud   | Nelli Cooman       | 11,39 s (+ 2,82 m/s) |
| Zilver | Marjan Olyslager   | 11,74 s (+2,82 m/s)  |
| Brons  | Mieke van der Kolk | 11,94 s (+2,82 m/s)  |

### 200 m
| rang   | atleet              | prestatie            |
| ------ | ------------------- | -------------------- |
| Goud   | Achmed de Kom       | 20,79 s (+ 3,95 m/s) |
| Zilver | Alfons Frankenwijle | 21,37 s (+ 3,95 m/s) |
| Brons  | Rob Koning          | 21,57 s (+ 3,95 m/s) |

| rang   | atlete           | prestatie            |
| ------ | ---------------- | -------------------- |
| Goud   | Martha Derby     | 23,40 s (+ 6,23 m/s) |
| Zilver | Marjan Olyslager | 23,53 s (+ 6,23 m/s) |
| Brons  | Nelli Cooman     | 23,54 s (+ 6,23 m/s) |

### 400 m
| rang   | atleet          | prestatie |
| ------ | --------------- | --------- |
| Goud   | Arjen Visserman | 46,89 s   |
| Zilver | Wim Cools       | 47,46 s   |
| Brons  | Allan Ellsworth | 47,57 s   |

| rang   | atlete           | prestatie |
| ------ | ---------------- | --------- |
| Goud   | Marjo van Agt    | 53,41 s   |
| Zilver | Desiree de Leeuw | 54,01 s   |
| Brons  | Tanja Tjepkema   | 54,52 s   |

### 800 m
| rang   | atleet           | prestatie |
| ------ | ---------------- | --------- |
| Goud   | Han Kulker       | 1.49,49   |
| Zilver | Jaap van Treijen | 1.49,69   |
| Brons  | Frank Geuzebroek | 1.49,80   |

| rang   | atlete              | prestatie |
| ------ | ------------------- | --------- |
| Goud   | Elly van Hulst      | 2.04,77   |
| Zilver | Yvonne van der Kolk | 2.05,14   |
| Brons  | Krista Aukema       | 2.05,68   |

### 1500 m
| rang   | atleet          | prestatie |
| ------ | --------------- | --------- |
| Goud   | Ed van Gemeren  | 3.51,24   |
| Zilver | Marc Borghans   | 3.51,34   |
| Brons  | Marcel Versteeg | 3.52,20   |

| rang   | atlete          | prestatie |
| ------ | --------------- | --------- |
| Goud   | Elly van Hulst  | 4.30,73   |
| Zilver | Krista Aukema   | 4.31,43   |
| Brons  | Jacky Winkelman | 4.32,31   |

### 3000 m
| rang   | atlete          | prestatie |
| ------ | --------------- | --------- |
| Goud   | Elly van Hulst  | 9.17,69   |
| Zilver | Carla Beurskens | 9.20,00   |
| Brons  | Irene Wentzel   | 9.44,27   |

### 5000 m[1]
| rang   | atleet         | prestatie |
| ------ | -------------- | --------- |
| Goud   | Rob de Brouwer | 14.07,58  |
| Zilver | Patrick Aris   | 14.16,22  |
| Brons  | Tonnie Dirks   | 14.18,83  |

| rang   | atlete             | prestatie |
| ------ | ------------------ | --------- |
| Goud   | Wilma Rusman       | 16.49,4   |
| Zilver | Irene Wentzel      | 16.57,7   |
| Brons  | Annie van Stiphout | 17.01,8   |

### 10.000 m[2]
| rang   | atleet       | prestatie |
| ------ | ------------ | --------- |
| Goud   | Tonnie Dirks | 29.06,4   |
| Zilver | Joost Borm   | 29.34,0   |
| Brons  | Gerard Smit  | 29.36,6   |

| rang   | atlete             | prestatie |
| ------ | ------------------ | --------- |
| Goud   | Annie van Stiphout | 34.55,4   |
| Zilver | Carolien Lucas     | 35.25,4   |
| Brons  | Eefje van Wissen   | 35.28,0   |

### 110 m horden/100 m horden
| rang   | atleet        | prestatie            |
| ------ | ------------- | -------------------- |
| Goud   | Jan Harland   | 14,33 s (+ 3,19 m/s) |
| Zilver | Enno Tjepkema | 14,36 s (+ 3,19 m/s) |
| Brons  | Robert de Wit | 14,37 s (+ 3,19 m/s) |

| rang   | atlete           | prestatie            |
| ------ | ---------------- | -------------------- |
| Goud   | Marjan Olyslager | 12,96 s (+ 4,68 m/s) |
| Zilver | Tineke Hidding   | 13,58 s (+ 4,68 m/s) |
| Brons  | Marijke van Zon  | 13,78 s (+ 4,68 m/s) |

### 400 m horden
| rang   | atleet           | prestatie |
| ------ | ---------------- | --------- |
| Goud   | Marco Beukenkamp | 51,73 s   |
| Zilver | Arno Theuns      | 52,11 s   |
| Brons  | Peter Jansse     | 52,74 s   |

| rang   | atlete            | prestatie |
| ------ | ----------------- | --------- |
| Goud   | Elke Spierenburg  | 62,51 s   |
| Zilver | Astra Klont       | 63,00 s   |
| Brons  | Carmy Bronnenberg | 63,44 s   |

### 3000 m steeple
| rang   | atleet                | prestatie |
| ------ | --------------------- | --------- |
| Goud   | Hans Koeleman         | 8.43,45   |
| Zilver | Dirk-Jan Hoogstraten  | 8.59,18   |
| Brons  | Martien van der Hoorn | 9.03,86   |

### 20 km snelwandelen
| rang   | atleet                     | prestatie  |
| ------ | -------------------------- | ---------- |
| Goud   | Jan Cortenbach             | 1:33.19,55 |
| Zilver | Harold van Beek            | 1:39.19,42 |
| Brons  | Dirk Maassen van den Brink | 1:40.32,58 |

### Verspringen
| rang   | atleet            | prestatie          |
| ------ | ----------------- | ------------------ |
| Goud   | Emiel Mellaard    | 7,97 m             |
| Zilver | Jeroen Ooievaar   | 7,58 m (+ 2,5 m/s) |
| Brons  | Peter van Leeuwen | 7,57 m             |

| rang   | atlete             | prestatie          |
| ------ | ------------------ | ------------------ |
| Goud   | Tineke Hidding     | 6,34 m (+ 2,5 m/s) |
| Zilver | Ciska Jansen       | 6,21 m (+ 2,0 m/s) |
| Brons  | Mieke van der Kolk | 6,14 m (+ 3,2 m/s) |

### Hink-stap-springen
| rang   | atleet                | prestatie           |
| ------ | --------------------- | ------------------- |
| Goud   | Peter van Leeuwen     | 16,03 m (+ 4,0 m/s) |
| Zilver | Paul Lucassen         | 16,02 m (+ 4,0 m/s) |
| Brons  | Aafbrecht van de Veen | 15,44 m (+ 4,0 m/s) |

### Hoogspringen
| rang   | atleet        | prestatie |
| ------ | ------------- | --------- |
| Goud   | Ruud Wielart  | 2,12 m    |
| Zilver | René van Loon | 2,09 m    |
| Brons  | Marco Schmidt | 2,09 m    |

| rang   | atlete             | prestatie |
| ------ | ------------------ | --------- |
| Goud   | Marietta Overwater | 1,78 m    |
| Zilver | Ella Wijnants      | 1,71 m    |
| Brons  | Ellen Neelen       | 1,71 m    |

### Polsstokhoogspringen
| rang   | atleet              | prestatie |
| ------ | ------------------- | --------- |
| Goud   | Marco Meulink       | 4,80 m    |
| Zilver | Jan Harland         | 4,70 m    |
| Zilver | Guido van der Sluis | 4,70 m    |
| Zilver | Gijsbert de Ruiter  | 4,70 m    |

### Kogelstoten
| rang   | atleet        | prestatie |
| ------ | ------------- | --------- |
| Goud   | Erik de Bruin | 18,56 m   |
| Zilver | Ron Schenk    | 16,14 m   |
| Brons  | Ko Scheurer   | 15,84 m   |

| rang   | atlete         | prestatie |
| ------ | -------------- | --------- |
| Goud   | Deborah Dunant | 16,19 m   |
| Zilver | Petula Zomer   | 14,27 m   |
| Brons  | Tine Schenkels | 14,26 m   |

### Discuswerpen
| rang   | atleet          | prestatie |
| ------ | --------------- | --------- |
| Goud   | Erik de Bruin   | 63,80 m   |
| Zilver | Marco Versterre | 57,34 m   |
| Brons  | Wim de Wolff    | 55,48 m   |

| rang   | atlete         | prestatie |
| ------ | -------------- | --------- |
| Goud   | Bea Wiarda     | 56,30 m   |
| Zilver | Deborah Dunant | 52,94 m   |
| Brons  | Irma van Hees  | 44,72 m   |

### Speerwerpen
| rang   | atleet        | prestatie |
| ------ | ------------- | --------- |
| Goud   | Bert Smit     | 78,20 m   |
| Zilver | Marcel Bunck  | 77,54 m   |
| Brons  | Marc Heyneman | 70,88 m   |

| rang   | atlete             | prestatie |
| ------ | ------------------ | --------- |
| Goud   | Ingrid Lammertsma  | 56,32 m   |
| Zilver | Bernadette Fransen | 53,44 m   |
| Brons  | Gerda Blokziel     | 51,56 m   |

### Kogelslingeren
| rang   | atleet           | prestatie |
| ------ | ---------------- | --------- |
| Goud   | Peter van Noort  | 60,64 m   |
| Zilver | Rinus Schreuder  | 53,62 m   |
| Brons  | Wil van Uythoven | 53,36 m   |

1904 · 
1908 · 
1909 · 
1910 · 
1911 · 
1912 · 
1913 · 
1914 · 
1915 · 
1917 · 
1918 · 
1919 · 
1920 · 
1921 · 
1922 · 
1923 · 
1924 · 
1925 · 
1926 · 
1927 · 
1928 · 
1929 · 
1930 · 
1931 · 
1932 · 
1933 · 
1934 · 
1935 · 
1936 · 
1937 · 
1938 · 
1939 · 
1940 · 
1941 · 
1942 · 
1943 · 
1944 · 
1946 · 
1947 · 
1948 · 
1949 · 
1950 · 
1951 · 
1952 · 
1953 · 
1954 · 
1955 · 
1956 · 
1957 · 
1958 · 
1959 · 
1960 · 
1961 · 
1962 · 
1963 · 
1964 · 
1965 · 
1966 · 
1967 · 
1968 · 
1969 · 
1970 · 
1971 · 
1972 · 
1973 · 
1974 · 
1975 · 
1976 · 
1977 · 
1978 · 
1979 · 
1980 · 
1981 · 
1982 · 
1983 · 
1984 · 
1985 · 
1986 · 
1987 · 
1988 · 
1989 · 
1990 · 
1991 · 
1992 · 
1993 · 
1994 · 
1995 · 
1996 · 
1997 · 
1998 · 
1999 · 
2000 · 
2001 · 
2002 · 
2003 · 
2004 · 
2005 · 
2006 · 
2007 · 
2008 · 
2009 · 
2010 · 
2011 · 
2012 · 
2013 · 
2014 · 
2015 · 
2016 ·
2017 ·
2018 ·
2019 ·
2020 ·
2021 ·
2022 ·
2023 ·
2024 ·
2025